# Samtgemeinde Rosche
De Samtgemeinde Rosche is een Samtgemeinde in de Duitse deelstaat Nedersaksen. Het is een samenwerkingsverband van 5 kleinere gemeenten in het oosten van Landkreis Uelzen. Het bestuur is gevestigd in Rosche.

## Deelnemende gemeenten
- Oetzen
- Rätzlingen
- Rosche
- Stoetze
- Suhlendorf

Altenmedingen · 
Bad Bevensen · 
Bad Bodenteich · 
Barum · 
Bienenbüttel · 
Ebstorf · 
Eimke · 
Emmendorf · 
Gerdau · 
Hanstedt · 
Himbergen · 
Jelmstorf · 
Lüder · 
Natendorf · 
Oetzen · 
Rätzlingen · 
Römstedt · 
Rosche · 
Schwienau · 
Soltendieck · 
Stoetze · 
Suderburg · 
Suhlendorf · 
Uelzen · 
Weste · 
Wrestedt · 
Wriedel